# Піті-Шім-е-Паїн
Піті-Шім-е-Паїн (перс. پيتي شيمپايين) — село в Ірані, у дегестані Лат-Лайл, у бахші Отаквар, шагрестані Лянґаруд остану Ґілян. У переписі 2006 року вказане як окремий населений пункт, але без відомостей про чисельність населення.